# Eric Wirix
Eric Wirix is een Vlaams televisie- en filmproducent, regisseur en scenarist.
Wirix is via zijn in 1997 met Jan Theys en Peter Simons opgerichte productiemaatschappij Skyline medeproducent van onder meer de series Alexander en Stille Waters, de films De Indringer uit 2005, De Hel van Tanger uit 2006 en Groenten uit Balen uit 2011, alle drie van Frank Van Mechelen, De Texas Rakkers uit 2009 van Wim Bien en Mark Mertens, en de series Aspe, De Rodenburgs, Salamander en Albert II en de langspeelfilm F.C. De Kampioenen: Kampioen zijn blijft plezant uit 2013.
Hij regisseerde ook heel wat afleveringen van Aspe en de langspeelfilm F.C. De Kampioenen: Kampioen zijn blijft plezant. Deze film met de acteurs van de televisieserie F.C. De Kampioenen was de op vijf na meest succesvolle Belgische film aller tijden en lokte begin 2014 reeds 400.000 toeschouwers naar de bioscoopzalen. Hij was assistent-regisseur bij de film De Indringer.
Als scenarist leverde hij bijdragen aan onder meer De Texas Rakkers en een aantal afleveringen van De Rodenburgs.